# 渡邊和也
渡邊 和也（わたなべ かずや、1987年7月7日 - ）は日本の陸上競技選手、専門は中距離走および長距離走。兵庫県西宮市出身。報徳学園高等学校卒業、山陽特殊製鋼、四国電力、日清食品グループを経て、東京国際大学に入学。2011年アジア陸上競技選手権大会男子長距離日本代表。2008年5月に1500m日本歴代2位となる3分38秒11を記録、2011年6月の第95回日本陸上競技選手権大会5000mで優勝、2011年9月世界陸上競技選手権大邱大会5000m代表。現在は、高校教員。

## 経歴
中学1年から陸上競技を始め、全日本中学校選手権にも出場している。陸上競技の強豪校である報徳学園高校では1学年上に木原真佐人と竹澤健介がいた。全国高校駅伝では2004年3区を走り報徳学園の4位入賞に貢献、翌2005年も3区で8人を抜く区間2位の走りを見せた。
高校卒業後の2006年に山陽特殊製鋼へ入社、9月の第54回全日本実業団選手権ジュニア5000mで1位の成績を残し、11月の関西実業団駅伝では2区区間賞を獲得して山陽特殊製鋼の優勝に貢献するなど実業団選手として1年目から頭角を現した。2007年1月の第51回全日本実業団駅伝にも出場し、ガトゥニ・ゲディオンやサムエル・ワンジルといった強豪外国人選手がひしめく3区を任されている。2007年に入り、4月の静岡国際陸上1500mで3分42秒73を記録してこの種目の第一人者・小林史和に次ぐ3位に入った後、国際グランプリ大阪大会1500mを制した。さらに関西実業団選手権5000mで大会記録を更新して優勝を飾り、6月の第91回日本選手権1500mでは小林に肉薄する2位に入った。9月の第55回全日本実業団選手権1500mでは小林を抑えマーティン・マサシに次ぐ2位に入った。
2008年5月、国際グランプリ大阪大会1500mと関西実業団5000mの連覇を飾った後、ゴールデンゲームズinのべおか1500mでは小林をかわして優勝を飾るとともに1500m日本歴代2位となる3分38秒11を記録し北京オリンピックの参加標準記録Bを突破した。6月の第92回日本選手権1500mではラスト200メートルすぎから他の選手をかわして引き離す強烈なスパートを見せて先頭に立ったが、脚の痙攣によってゴール前で転倒し無念にも8位で入線した。この後調子が上がらず2009年の第93回日本選手権1500mでは予選落ちの結果にとどまっている。2010年6月の第94回日本選手権1500mで5位に入った後山陽特殊製鋼を離れて、9月に四国電力に入社した。この際陸連登録名を「渡辺」から「渡邊」に変更した。この後から2011年春にかけて10000m・5000mの自己記録を更新している。
2011年5月、雨が降りしきるコンディションの中行なわれたゴールデンゲームズinのべおか5000mE組では、ラスト200mから加速し直線の入り口で前を行くガトゥニ・ゲディオンらをまとめてかわすスパートを見せて優勝を飾った。この男子5000mE組は実業団所属の外国人選手が優勝を重ねていた種目であり、渡邊の勝利が日本人選手による初優勝となった。記録は13分23秒15であり世界陸上競技選手権大邱大会5000mの参加標準記録Bを突破した。
6月の第95回日本選手権には5000mに出場、終始先頭集団でレースを進めていたが最終周に入り先頭に立つと最後は得意のスパートで佐藤悠基の追撃を抑えて優勝を飾った。この結果を受けて2011年アジア陸上競技選手権大会と、初の世界陸上競技選手権大邱大会の各5000m日本代表に選出された。6月26日のホクレンディスタンスチャレンジ深川大会10000mでは自己記録を更新する27分47秒79を残し、世界陸上競技選手権大邱大会とロンドンオリンピックの10000m参加標準記録Bを突破した。
2011年9月1日開催の世界陸上競技選手権大邱大会5000m予選は、中盤の2400m付近で他の選手と縺れて転倒するアクシデントが響き、結局14分20秒62の予選18着に終わり決勝進出はならなかった。
2013年2月、四国電力を離れ、日清食品グループに移籍。
2016年11月30日、自身のTwitterで東京国際大学の社会人入試に合格し、翌2017年3月限りでの日清食品グループ退社と4月からの同大学入学を発表。
2018年1月3日、第94回箱根駅伝では7区に出場し、区間7位の結果を収めた（チームは20チーム中17位）。しかし、2年時以降は授業と練習の兼ね合いや過敏性腸症候群に悩まされ思うような練習ができず、2019年の第95回箱根駅伝の予選会が競技者として最後の出走となった。
尚、100mから駅伝やハーフマラソンまで走れるオールマイティーな選手である。
在学中に教員免許を取得し、卒業後は地元兵庫の中学校で教師を勤めている。

## 自己記録
| 1500m                | 3分38秒11  | 2008年5月31日 | ゴールデンゲームズinのべおか           | 日本歴代2位(当時) |
| 1500m                | 3分38秒11  | 2011年6月29日 | ホクレンディスタンスチャレンジ士別大会 | 日本歴代2位(当時) |
| 5000m                | 13分23秒15 | 2011年5月28日 | ゴールデンゲームズinのべおか           | 日本歴代8位(当時) |
| 10000m               | 27分47秒79 | 2011年6月26日 | ホクレンディスタンスチャレンジ深川大会 |                   |
| 歴代記録は当時の順位 |            |               |                                        |                   |